# Cheng Hsien-tzu
Cheng Hsien-tzu (chinesisch 鄭先知 / 郑先知; Pinyin Zhèng Xiáncí; * 18. April 1993 in Taipeh) ist eine taiwanische Tischtennisspielerin. Sie ist Rechtshänderin und verwendet als Griff die europäische Shakehand-Schlägerhaltung.

## Werdegang
Erste internationale Einsätze hatte Cheng in den Jahren 2008 bis 2011, wo sie bei den Jugend-Weltmeisterschaften mitspielte. Ein nennenswerter Erfolg war dabei das Jahr 2011, da sie sowohl im Doppel als auch mit der Mannschaft Bronze holte.
2012 nahm sie unter anderem an den Korea Open teilnahm. Auch war sie Teil des taiwanischen Teams, das bei den Weltmeisterschaften das Achtelfinale erreichte. Erst im Jahr 2014 war sie wieder auf internationaler Bühne zu sehen, so konnte sie an den China Open, sowie Weltmeisterschaften teilnehmen.
Das Jahr 2016 begann für Cheng gut: Mit dem Team holte sie die Bronzemedaille bei der WM, die Teilnahme an den Olympischen Spielen blieb ihr, wie 2012 verwehrt. 2017 erreichte sie bei der WM im Doppel die Runde der letzten 32, im Einzel schied sie bereits in der zweiten Runde aus.
2018 konnte die Taiwanerin beim World Team Cup das Viertelfinale erreichen, auch bei der Weltmeisterschaft kam sie mit der Mannschaft nur auf Rang 9. Das Jahr 2019 verlief etwas erfolgreich für sie, beim World Cup konnte sie mit der Mannschaft Bronze gewinnen, bei den World Tour Grand Finals holte sie im Doppel ebenfalls den dritten Platz.
2018 wurde sie vom deutschen Bundesligisten TSV Langstadt 1909 verpflichtet. Nach einem Abstecher in der Saison 2022 zu ttc berlin eastside, mit dem sie 2022 Deutsche Meisterin wurde, kehrte sie wieder nach Langstadt zurück. In der Saison 2024/25 wurde sie mit dem TTC Weinheim Deutscher Meister.

## Turnierergebnisse
Quelle:
| Verband | Veranstaltung            | Jahr | Ort          | Land                   | Einzel       | Doppel        | Mixed     | Team          |
| ------- | ------------------------ | ---- | ------------ | ---------------------- | ------------ | ------------- | --------- | ------------- |
| TPE     | Jugend-Weltmeisterschaft | 2008 | Madrid       | Spanien                | letzte 64    | letzte 32     | letzte 32 |               |
| TPE     | Jugend-Weltmeisterschaft | 2010 | Bratislava   | Slowakei               | letzte 32    | letzte 32     | letzte 32 |               |
| TPE     | Jugend-Weltmeisterschaft | 2011 | Manama       | Bahrain                | letzte 16    | Bronze        | letzte 32 | Bronze        |
| TPE     | World Tour Grand Finals  | 2019 | Zhengzhou    | Volksrepublik China    | keine Teiln. | Bronze        |           |               |
| TPE     | World Cup                | 2018 | London       | Vereinigtes Königreich |              |               |           | Viertelfinale |
| TPE     | World Cup                | 2019 | Tokio        | Japan                  |              |               |           | Bronze        |
| TPE     | Weltmeisterschaft        | 2012 | Dortmund     | Deutschland            |              |               |           | 14. Platz     |
| TPE     | Weltmeisterschaft        | 2014 | Tokio        | Japan                  |              |               |           | 12. Platz     |
| TPE     | Weltmeisterschaft        | 2016 | Kuala Lumpur | Malaysia               |              |               |           | Bronze        |
| TPE     | Weltmeisterschaft        | 2017 | Düsseldorf   | Deutschland            | letzte 64    | letzte 32     |           |               |
| TPE     | Weltmeisterschaft        | 2018 | Halmstad     | Schweden               |              |               |           | 9. Platz      |
| TPE     | Weltmeisterschaft        | 2019 | Budapest     | Ungarn                 | letzte 32    | Viertelfinale | letzte 64 |               |